# Ūla
Die Ūla (belarussisch Ула) ist ein rund 84 km langer linker Nebenfluss des Merkys im Westen von Belarus und im Süden von Litauen.
Der Fluss entspringt nahe Pieliasa im Hrodsenskaja Woblasz in Belarus, durchfließt Dubičiai, Rudnia sowie Zervynos und mündet nahe Žiūrai im Nationalpark Dzūkija in den Merkys. Dabei entwässert sie ein Gebiet von 753 Quadratkilometern. Ihr mittlerer Abfluss liegt bei 5,58 m³/s.